# Mo'Nique
Monique Angela Hicks (døbt Imes; født 11. december 1967) bedre kendt som Mo'Nique er en amerikansk skuespiller og komiker.
Hun blev berømt i rollen som Nikki i tv-serien The Parkers (1999-2004) og som en stand-up komiker. Fra 2000 har hun også medvirket i flere film. Hun spillede biroller i film som Soul Plane (2004), Domino (2005) og Welcome Home, Roscoe Jenkins (2008) og medvirkede i Phat Girlz (2006).
I 2009 medvirkede hun i filmen Precious som hun vandt en Oscar for bedste kvindelige birolle. Til samme rolle vandt hun også en Golden Globe og Black Reel Award.
Udover filmkarrieren har hun også haft sin egen reality-tv-serie, Mo'Nique's Fat Chance og talkshowet The Mo'Nique Show. Hun har også skrevet bogen Skinny Women Are Evil: Notes of a Big Girl in a Small-Minded World og en kogebog, Skinny Cooks Can't Be Trusted.